# Mercedes Russell
Mercedes Brianna Russell (Springfield, 27 luglio 1995) è una cestista statunitense, professionista nella WNBA.

## Carriera
È stata selezionata dalle New York Liberty al secondo giro del Draft WNBA 2018 con la 22ª chiamata assoluta.
Con gli Stati Uniti ha disputato le Universiadi di Gwangju 2015.

## Palmarès
- Campionato WNBA: 2

Seattle Storm: 2018, 2020